# Xiachengzi (köpinghuvudort i Kina, Heilongjiang Sheng, lat 44,69, long 130,45)
Xiachengzi (kinesiska: 下城子, 下城子镇) är en köpinghuvudort i Kina. Den ligger i provinsen Heilongjiang, i den nordöstra delen av landet, omkring 320 kilometer öster om provinshuvudstaden Harbin. Antalet invånare är 34 647. Befolkningen består av 16 732 kvinnor och 17 915 män. Barn under 15 år utgör 15,0 %, vuxna 15-64 år 77 %, och äldre över 65 år 7,0 %.
Runt Xiachengzi är det ganska glesbefolkat, med 43 invånare per kvadratkilometer. Xiachengzi är det största samhället i trakten. Trakten runt Xiachengzi består till största delen av jordbruksmark.
Genomsnittlig årsnederbörd är 949 millimeter. Den regnigaste månaden är juli, med i genomsnitt 186 mm nederbörd, och den torraste är januari, med 6 mm nederbörd.